# Варін-е Паїн
Варін-е Паїн (перс. ورين پائين) — село в Ірані, у дегестані Хурге, у Центральному бахші, шахрестані Магаллат остану Марказі. За даними перепису 2006 року, його населення становило 393 особи, що проживали у складі 119 сімей.

## Клімат
Середня річна температура становить 13,48 °C, середня максимальна – 31,63 °C, а середня мінімальна – -8,46 °C. Середня річна кількість опадів – 203 мм.
| Клімат поселення                              | Клімат поселення | Клімат поселення | Клімат поселення | Клімат поселення | Клімат поселення | Клімат поселення | Клімат поселення | Клімат поселення | Клімат поселення | Клімат поселення | Клімат поселення | Клімат поселення | Клімат поселення |
| Показник                                      | Січ.             | Лют.             | Бер.             | Квіт.            | Трав.            | Черв.            | Лип.             | Серп.            | Вер.             | Жовт.            | Лист.            | Груд.            |                  |
| Середній максимум, °C                         | 9,54             | 11,50            | 16,33            | 22,19            | 26,40            | 30,47            | 31,63            | 30,78            | 27,34            | 21,63            | 15,41            | 9,32             |                  |
| Середня температура, °C                       | 0,54             | 2,50             | 7,34             | 13,20            | 17,40            | 21,46            | 25,50            | 24,66            | 21,20            | 15,51            | 9,28             | 3,20             |                  |
| Середній мінімум, °C                          | −8,46            | −6,5             | −1,66            | 4,20             | 8,40             | 12,46            | 19,38            | 18,53            | 15,09            | 9,38             | 3,16             | −2,93            |                  |
| Норма опадів, мм                              | 32               | 31               | 38               | 26               | 18               | 2                | 1                | 1                | 0                | 9                | 19               | 26               |                  |
| Середньомісячна швидкість вітру, м/с          | 1.38             | 2.02             | 2.83             | 3.00             | 2.72             | 2.47             | 2.48             | 2.30             | 2.18             | 2.20             | 1.94             | 1.34             |                  |
| Середньомісячна сонячна радіація, кДж/м²·день | 9678             | 13021            | 15364            | 18665            | 22537            | 26669            | 25861            | 24318            | 21254            | 15808            | 11371            | 9404             |                  |
| --------------------------------------------- | ---------------- | ---------------- | ---------------- | ---------------- | ---------------- | ---------------- | ---------------- | ---------------- | ---------------- | ---------------- | ---------------- | ---------------- | ---------------- |
| Джерело:                                      |                  |                  |                  |                  |                  |                  |                  |                  |                  |                  |                  |                  |                  |